# Îles de la Benne-la-Faux
Pour les articles homonymes, voir Beyne.
Les îles de la Benne-la-Faux sont deux îles situées sur la Saône appartenant à la commune de Chalon-sur-Saône.

## Description
L'îlot le plus au nord s'étend sur une centaine de mètres de longueur pour un peu plus de quarante mètres de largeur. Celui au sud s'étire sur plus de 240 m de longueur pour à peu près la même largeur que le précédent.
Les îlots abritent des castors. 
Ils apparaissent en arrière-fond dans la toile de Jan van Eyck, La Vierge du chancelier Rolin.